# The Heartland Café
The Heartland Café – ostatni długogrający album szwedzkiego zespołu Gyllene Tider, a zarazem pierwszy anglojęzyczny. Młodzi artyści chcieli w ten sposób zdobyć międzynarodową sławę. Po niepowodzeniu związanym z wydaniem tej płyty członkowie grupy postanowili zakończyć działalność w zespole.

## Lista utworów
Na podstawie źródła
1. "Heartland"
2. "Run Run Run" *
3. "Break Another Heart" *
4. "Teaser Japanese" *
5. "Another Place, Another Time" *
6. "Demon Emptiness"
7. "Dreaming" *
8. "When Love’s on the Phone (You Just Have to Answer)" *
9. "Can You Touch Me?"
10. "Even If It Hurts (It's Alright)"
11. "Heartland Café"

* Utwory te pojawiły się na płycie Heartland wydanej nakładem Capitol Records w USA.